# Канетов, Нурлан Исмагулович
Нурлан Исмагулович Канетов (каз. Нұрлан Ысмағұлұлы Канетов; род. 12 марта 1975, Уральск, Уральская область, Казахская ССР, СССР) — казахский и российский артист балета. Лауреат Государственной премии Российской Федерации (2005). Заслуженный артист Российской Федерации (2015). Заслуженный артист Республики Татарстан (2003).

## Биография
Нурлан Исмагулович Канетов родился 12 марта 1975 года в Уральске Казахской ССР. Из рабочей семьи: отец — Исмагул Рахметович, слесарь-фрезеровщик; мать — Жупар Кажиякпаровна, бухгалтер.
Учился в уральской средней школе № 22. С детства отличался хорошими вокальными данными, хотел стать артистом. В возрасте 10 лет поступил в Алма-Атинское хореографическое училище, которое окончил в 1993 году со специальностью артиста балета. Учился у И. М. Ахметшина, А. Т. Алишевой, Л. Г. Рудаковой, выпустившись достаточно подготовленным артистом, однако во время учёбы боролся с лишним весом. Ещё будучи студентом, в 1989 году получил главный приз конкурса молодых артистов балета Средней Азии имени А. В. Селезнева, а в 1992 году был принят солистом в Казахский государственный академический театр оперы и балета имени Абая. В этот период занимался с Р. Х. Байсеитовой, в числе первых ролей исполнил партии Джеймса («Сильфида» Г. Левенскольда), графа Альберта («Жизель» А. Адана), Дезире («Спящая красавица» П. И. Чайковского), танцевал с А. А. Асылмуратовой, также был занят в кордебалете.
После закрытия театра Абая на реконструкцию, в 1996 году по приглашению Б. Ж. Смагулова исполнил роль принца Зигфрида («Лебединое озеро» П. И. Чайковского) на открытии сезона в Татарском академическом государственном театре оперы и балета имени М. Джалиля, где остался в качестве ведущего солиста. С этого времени Канетов занимался с Р. С. Саморуковым и Г. А. Ковтуном, которые повлияли на его становление в качестве высокопрофессионального артиста. Активно гастролировал по России и за рубежом, в частности, в 2000 году вместе с труппой «Имперского Русского Балета» под руководством М. М. Плисецкой и Г. Л. Таранды выступал в Израиле и Испании, в 2003 году принял участие в фестивале «Dance Open», а также ежегодно принимал участие в Нуриевском фестивале. В театре прослужил 22 года, за это время исполнил свыше 30 ведущих ролей классического и современного репертуара, получив характеристику «бриллианта казанской сцены». Отметив 25-летие творческой деятельности, в 2018 году завершил танцевальную карьеру.
По отзывам критики, показал себя одним из наиболее выдающихся артистов балета, сочетающим в своём творчестве классические традиции с современным танцем. Владеет высокопрофессиональной техникой исполнения, выразительной пластикой и мимикой, отличается идеальными формами, безупречным физическим сложением и восточного типа лицом, отсылающим своими миндалевидными глазами к классическим библейским типажам. Характеризуется как романтический актёр, что отвечает духовному складу Канетова, настроенному в танце на максимальную отдачу душевных и физических сил. Его творческий диапазон чрезвычайно широк — то мягкий, то вдруг мятущийся и гонимый, или же рефлексирующий и не умеющий принимать решения, и тут же сильный и коварный, самоуверенный и жестокий. Канетову вообще свойственны яркий артистизм, эмоциональность, особая одухотворённость, а также безупречное чувство стиля. Особенно высоко критикой была оценена поставленная специально под Канетова партия Йусуфа («Сказание о Йусуфе» Л. З. Любовского), в которой артист, «сложенный как бог», продемонстрировал всю красоту пластики и излучаемого своим героем внутреннего света.
В 2003 году удостоен звания заслуженного артиста Республики Татарстан, а также получил приз «Душа танца» от журнала «Балет». В 2005 году стал лауреатом Государственной премии Российской Федерации, а в 2015 году — заслуженным артистом Российской Федерации. Окончив Казанскую государственную консерваторию имени Н. Г. Жиганова по специальности педагога-балетмейстера, давал солистам уроки классического танца. Вернувшись на родину, в 2018 году был назначен на пост декана факультета хореографии Казахской национальной академии хореографии, где полностью сосредоточился на педагогической работе. В 2021 году занял пост художественного руководителя театра «Астана Балет», а в 2022 году стал председателем Совета работодателей академии. Ныне полноценной артистической деятельности не ведёт в силу стёртости суставов, но продолжает придерживаться диеты и следить за собой.

## Репертуар
Клод Фролло («Эсмеральда» Ц. Пуни), граф Альберт («Жизель»), раб Али, Исаак Ланкедем («Корсар» А. Адана), Джеймс («Сильфида» Г. Левенскольда), парень («Carmina Burana, или Колесо Фортуны» К. Орфа), Эспада, Болеро («Дон Кихот»), Солор, Великий Брамин («Баядерка» Л. Минкуса), Франц («Коппелия» Л. Делиба), Арман («Дама с камелиями» Дж. Верди), Колен («Тщетная предосторожность» Ф. Герольда), Хозе («Кармен-сюита» Ж. Бизе/Р. К. Щедрина), принц Дезире, Голубая птица («Спящая красавица»), принц («Щелкунчик»), Зигфрид, Ротбарт («Лебединое озеро» П. И. Чайковского), Ромео («Ромео и Джульетта» С. С. Прокофьева), студент («Анюта» В. А. Гаврилина), Красс («Спартак» А. И. Хачатуряна), Шахрияр («Тысяча и одна ночь» Ф. М. Амирова, Йусуф («Сказание о Йусуфе» Л. З. Любовского), визирь («Золотая Орда» Р. З. Ахияровой).

## Награды
- Государственная премия Российской Федерации (2005 год) — за развитие традиций национального эпоса в современных условиях диалога культур[36]. Вручена президентом Российской Федерации В. В. Путиным на церемонии в Большом Кремлёвском дворце[37].
- Почётное звание «Заслуженный артист Российской Федерации» (2015 год) — за заслуги в развитии отечественной культуры и искусства, многолетнюю плодотворную деятельность[38]. Вручено президентом Республики Татарстан Р. Н. Миннихановым на церемонии в Казанском Кремле[39].
- Почётное звание «Заслуженный артист Республики Татарстан» (2003 год)[11].
- Приз «Душа танца» в номинации «Восходящая звезда» (2003 год)[40].